# Mönkloh
Mönkloh er en by og en kommune i det nordlige Tyskland, beliggende i Amt Bad Bramstedt-Land i
den vestlige del af Kreis Segeberg. Kreis Segeberg ligger i den sydøstlige del af delstaten Slesvig-Holsten. Det er den vestligste kommune i kreisen, og tæt ved grænsen mellem Kreis Pinneberg og Kreis Steinburg.

## Geografi
Mönkloh ligger omkring 7 km sydvest for Bad Bramstedt. Mod nordøst går Bundesstraße B206 fra Bad Bramstedt mod Itzehoe, og mod øst går B4 fra Hamborg mod Bad Bramstedt.
Det er en skovrig kommune, hovedsagelig med nåleskov, der der også tjener rekreative formål. Enkelte træer er udpeget som Naturdenkmal.